# Tetracanthella selgae
Tetracanthella selgae är en urinsektsart som beskrevs av Louis Deharveng 1987. Tetracanthella selgae ingår i släktet Tetracanthella och familjen Isotomidae. Inga underarter finns listade i Catalogue of Life.